# Грињаге (Бреша)
Грињаге је насеље у Италији у округу Бреша, региону Ломбардија.
Према процени из 2011. у насељу је живело 101 становника. Насеље се налази на надморској висини од 893 м.